# 阿列拉 (巴塞卢什)
阿列拉 (巴塞卢什)是葡萄牙布拉加区的一个堂区。总面积8.86平方公里，总人口1108人，人口密度125.1人/平方公里。